# Luliconazol
Luliconazol, vendido sob a marca Luzu, entre outras, é um medicamento usado para tratar pé de atleta e micose. É aplicado na área afetada.
Os efeitos secundários comuns incluem comichão e dor. Outros efeitos secundários podem incluir dermatite de contacto. A segurança na gravidez e na amamentação não é clara. Faz parte da família de medicamentos imidazol.
O luliconazol foi aprovado para uso médico nos Estados Unidos em 2013.